# Bodonczar Munchag
Bodonczar Munchag (mong. Бодончар Мунхаг; trl. Bodonchar Munkhag) – słynny wódz mongolski i bezpośredni przodek Czyngis-chana, a także wielu plemion mongolskich, w tym Barłasów, z których wywodził się Timur Chromy.
Według Tajnej Historii Mongołów był on niebiologicznym potomkiem Szarego Wilka, Börte Czono, i synem Alan Gua. Bodonczar należał do dwunastego pokolenia rodu, lecz nie posiadał więzów krwi z Szarym Wilkiem, gdyż był jednym z trójki synów Alan Gua, którzy urodzili się po śmierci jej męża, Dobuna Mergena. Jest założycielem klanu Bordżygin. Członkowie tej rodziny stanowili elitę w społeczeństwie mongolskim, a starsi Bordżyginowie zapewniali rządzących książąt Mongolii i Mongolii Wewnętrznej do XX wieku.

## Znaczenie imienia
Nazewnictwo Bodonczara zdecydowanie kontrastuje z jego wojowniczym nastawieniem i dokonaniami. Tytuł Munchag (mong. Мунхаг) dosłownie znaczy „ignorancki” lub „głupi”. Tytuł ten był przezwiskiem, który wiązał się z niewielkim zasobem słownictwa, jakim wódz wykazywał się w czasie swojego dzieciństwa. Samo imię Bodonczar jest zdrobnieniem od słowa oznaczającego „nieślubne dziecko”.

## Życiorys
W czasach Czyngis-chana genealogia była bardzo ważna; według perskiego historyka Raszidoddina, genealogia mongolska była w tym czasie jedynie gorsza od arabskiej. Rodzina Wielkiego Kagana była również przedmiotem wielu badań i domysłów. Tajna Historia Mongołów zawiera w sobie zapiski opisujące rzeczywistość, jak i zdarzenia fikcyjne. Znawcy zgadzają się jednak, że to jedno z wiarygodniejszych źródeł dotyczące początków rodu Czyngis-chana.

### Tajna historia Mongołów
W pierwszym rozdziale Tajnej historii Mongołów jest zawarty wycinek z historii życia Bodonczara.
Alan Gua urodziła swemu mężowi, Dobunowi Mergenowi dwóch synów – Belgunudeja i Bugunudeja. Po owdowieniu miała jednak jeszcze trzech synów, ojciec ich pozostał nieznany, choć pierwsze jej dzieci podejrzewały o to Maaliga Bajagudaja i mówili o tym między sobą. Ci, którzy zostali zrodzeni z innego ojca, zwali się kolejno: Buchu Chatagi, Buchatu Saldżi oraz Bodonczar Munchag.
Nieufność starszych synów wobec matki oraz ich młodszych braci została zauważona przez Alan Gua i pewnego wiosennego dnia zebrała ona wszystkie swoje dzieci przy gotowanej baraninie. Dała każdemu z nich po jednej strzale i rozkazała im je połamać, co nie stanowiło dla nich żadnego problemu. Następnie podała synom wiązkę pięciu strzał i nakazała im je przełamać ponownie. Każdy z nich próbował, jednakże żadnemu nie udało się im jej przełamać. Wówczas Alan Gua wyznała podejrzliwym synom, że mają słuszność w swej nieufności i opowiedziała im historię o niebiańskiej istocie, która odwiedzała ją każdej nocy w celu zapłodnienia. Rzekła im również, że zrodzeni z jednej kobiety, jeśli rozdzielą się, będą tak łatwo złamani jak te pojedyncze strzały, lecz jeśli będą trzymali się razem, będą tak niezniszczalni jak ten pęk strzał.
Po śmierci Alan Gua synowie rozdzielili między sobą majątek. Otrzymali coś wszyscy prócz Bodonczara, który został wygnany z klanu przez swoją głupotę.
Rozumiejąc, że nie jest traktowany równo przez swych braci, Bodonczar opuścił rodzinne strony i pogalopował na swym koniu w dół rzeki Onon, dopóki nie dotarł do wyspy Baldżun. Tam zbudował dla siebie namiot z trawy i osiedlił się. Udomowił jastrzębia, którego wykorzystywał do łowów. Z czasem w okolicy pojawili się ludzie. Odwiedzał ich często i pił z nimi sfermentowane mleko klaczy w ciągu dnia, na noc natomiast powracał do swojego namiotu.
Jego brat, Buchu Chatagi, pewnego dnia wyruszył żeby odszukać swego brata. Natknąwszy się na ludzi obozujących nieopodal strumienia Tuncheling, tych samych, u których Bodonczar spędzał dnie, zapytał ich o niego. Nakazali mu czekać, a młodszy brat wkrótce pojawił się. Kłusowali razem, a Bodonczar ciągle tylko powtarzał te same słowa: „Starszy bracie! Starszy bracie! Dobrym dla ciała jest, by mieć głowę, a dla płaszcza, by mieć kołnierz“. Buchu po pewnym czasie zapytał się o znaczenie tych słów, a młodszy brat odparł mu, że ci ludzie przy strumieniu Tuncheling nie mają nic wielkiego, ani małego, że wszyscy oni są równi między sobą. Uznał prostotę tych ludzi i zaproponował bratu najechanie ich.
Wrócili do domu i wszyscy bracia spotkali się na zebraniu. Zgodzili się na najazd. Bodonczar został wysłany pierwszy w celu zwiadu. Podczas rekonesansu natknął się na kobietę w ciąży, którą pojmał. Bracia podbili tę proste plemię i żyli długo w dobrobycie.
Kobieta, którą pojmał i poślubił Bodonczar, urodziła syna, który stanowił przodka plemienia Dżaradan. Urodziła później dziecko swemu porywaczowi, z niego powstało później plemię Baarin. Z drugą żoną Bodonczar miał syna imieniem Chabu Baatar, z którego rodu narodził się później Czyngis-Chan. Trzecia żona poczęła mu kolejnego syna, Dżegudereja.

### Inne informacje
Istnieje kilka teorii na temat tego, kiedy żył. Obecnie stosowaną konwencją jest stwierdzenie mongolskiego historyka imieniem Hödöögiji Perlee, że żył w połowie X wieku. Istnieją jednak interpretacje Ujgurskie, które wiążą go z postacią króla Bajanczura, co ma związek ze zbliżonym nazewnictwem. Mówi się także, że mógł żyć w dynastii Han, co również ma związek z jego imieniem.
Podczas rządów dynastii Yuan w Chinach, Bodonczar otrzymał imię świątynne Shizu (chiń. 始祖).